# Karl Schwitalle
Karl Schwitalle (* 12. April 1906 in Breslau (Oberschlesien); † 7. Februar 1945 in Stettin) war ein deutscher Gewichtheber. Er gewann bei der Weltmeisterschaft 1938 in Wien eine Bronzemedaille im olympischen Dreikampf im Leichtgewicht.

## Werdegang
Karl Schwitalle wuchs im damals deutschen Breslau auf und begann dort als Jugendlicher beim Kraftsportklub Cyklop 03 Breslau mit dem Gewichtheben. Später wechselte er zur Reichsbahn-Turn- und Sport-Gemeinschaft Breslau. Über seine Leistungen in den ersten Jahren als Gewichtheber ist nichts bekannt. Erst 1934, also im Alter von bereits 28 Jahren, konnte er sich bei einer deutschen Meisterschaft im Vorderfeld platzieren. Er kam in diesem Jahr bei den sogenannten Deutschen Kampfspielen in Nürnberg im Leichtgewicht im Fünfkampf (einarmiges Reißen, einarmiges Stoßen, beidarmiges Drücken, Reißen und Stoßen) mit 432,5 kg auf den 5. Platz.
1935 wurde er im Leichtgewicht mit einer Leistung von 302,5 kg im olympischen Dreikampf (OD) hinter Karl Jansen, Essen, bereits deutscher Vizemeister. 1936 wiederholte er diesen Erfolg und steigerte dabei seine Dreikampfleistung auf 317,5 kg (95-100-122,5). Zusammen mit Karl Jansen, der während der gesamten Laufbahn von Karl Schwitalle sein deutscher Dauerkonkurrent war, wurde er dann bei den Olympischen Spielen 1936 in Berlin eingesetzt. In Berlin erzielte er im OD 322,5 kg (95-100-127,5) und erreichte mit dieser Leistung den 4. Platz.
1937, 1939, 1940 und 1941 wurde Karl Schwitalle wiederum deutscher Vizemeister im Leichtgewicht, geschlagen jeweils von Karl Jansen. 1938 belegte er bei der deutschen Meisterschaft mit 315 kg im Leichtgewicht den 3. Platz, wurde aber trotzdem bei der Weltmeisterschaft in Wien eingesetzt. Dabei erzielte er im OD eine Leistung von 332,5 kg (97,5-105-130) und gewann damit hinter Anthony Terlazzo, Vereinigte Staaten, 350 kg und Attiah Mohamed, Ägypten, 342,5 kg, eine WM-Bronzemedaille, weil er etwas leichter war, als Karl Jansen, der im OD ebenfalls 332,5 kg erzielt hatte.

## Internationale Erfolge
| Jahr | Platz | Wettbewerb                              | Gewichtsklasse | Ergebnisse |
| 1936 | 4.    | OS in Berlin                            | Leicht         | mit 322,5 kg (95-100-127,5, hinter Mohammed Ahmed Mesbah, Ägypten, 342,5 kg (92,5-105-145), Robert Fein, Österreich, 342,5 kg (105-100-137,5) und Karl Jansen, Deutschland, 327,5 kg (95-100-132,5) |
| 1937 | 4.    | WM in Paris                             | Leicht         | mit 325 kg (97,5-100-127,5), hinter Anthony Terlazzo, USA, 357,5 kg (105-110-142,5), Robert Fein, 355 kg (197,5-107,5-140) und Karl Jansen, 330 kg (97,5-102,5-130)                                 |
| 1938 | 3.    | WM in Wien                              | Leicht         | mit 332,5 kg (97,5-105-130), hinter Anthony Terlazzo, 350 kg und Attiah Mohamed, Ägypten, 342,5 kg, vor Karl Jansen, 332,5 kg                                                                       |
| 1939 | 2.    | Intern. Gewichtheber-Turnier in München | Leicht         | mit 330 kg (97,5-102,5-130), hinter Karl Jansen, 335 kg (100-100-130) und vor Schubert, Deutschland, 300 kg (85-97,5-117,5)                                                                         |

## Deutsche Meisterschaften
| Jahr | Platz | Gewichtsklasse | Ergebnisse |
| 1934 | 5.    | Leicht         | mit 432,5 kg im Fünfkampf, Sieger: Adolf Wagner, VKSA Essen 88, 450 kg                                                           |
| 1935 | 2.    | Leicht         | mit 302,5 kg, hinter Karl Jansen, VKSA Essen 88, 310 kg, vor Hans Wölpert, TSV 1860 München, 302,5 kg                            |
| 1936 | 2.    | Leicht         | mit 317,5 kg (95-100-122,5), hinter Karl Jansen, 322,5 kg (95-97,5-130), vor Franz Thiersch, VfL Erfurt, 317,5 kg (87,5-100-130) |
| 1937 | 2.    | Leicht         | mit 315 kg, hinter Karl Jansen, 325 kg, vor Kurt Erdmann, Suhl, 305 kg                                                           |
| 1938 | 3.    | Leicht         | mit 315 kg, hinter Karl Jansen, 332,5 kg und Kurt Erdmann, 317,5 kg                                                              |
| 1939 | 2.    | Leicht         | mit 325 kg, hinter Karl Jansen, 340 kg, vor Ernst Hermann, PolSpVgg Wien, 320 kg                                                 |
| 1940 | 2.    | Leicht         | mit 320 kg, hinter Karl Jansen, 330 kg, vor Ernst Hermann, 310 kg                                                                |
| 1941 | 2.    | Leicht         | mit 335 kg, hinter Karl Jansen, 337,5 kg, vor Ernst Hermann, 332,5 kg                                                            |
| 1942 | 1.    | Leicht         | mit 322,5 kg, vor Ernst Hermann, 315 kg und Franz Rettenbacher, Margarethen SV Wien, 295 kg                                      |

Erläuterungen
- alle Wettkämpfe im olympischen Dreikampf, bestehend aus beidarmigen Drücken, Reißen und Stoßen; Ausnahme: Deutsche Meisterschaft 1934: Fünfkampf, bestehend aus einarmigen Reißen und Stoßen und beidarmigen Drücken, Reißen und Stoßen
- OS = Olympische Spiele, WM = Weltmeisterschaft
- Leichtgewicht, Gewichtsklasse bis 67,5 kg Körpergewicht